# بريت غيلمان
بريت غيلمان (بالإنجليزية: Brett Gelman)‏ هو ممثل وكاتب أمريكي. مواليد 6 أكتوبر 1976 في إلينوي، الولايات المتحدة،

## الأعمال

### أفلام
- الرجال الآخرون
- النهايات السعيدة
- اكبح حماسك
- المكتب
- جوبز

## روابط خارجية
- بريت غيلمان على موقع IMDb (الإنجليزية)
- بريت غيلمان على موقع ميوزك برينز (الإنجليزية)
- بريت غيلمان على موقع قاعدة بيانات الفيلم (الإنجليزية)